# Tim Tam
Tim Tam'er er chokoladekiks lavet af det australske firma Arnott's Biscuits. En Tim Tam består af to lag chokoladekiks separeret af lys chokoladecremefyld og dækket af et tyndt lag chokolade.
Ifølge Arnott's bliver der solgt omkring 35 millioner pakker hvert år – næsten 400 millioner kiks, hvilket i gennemsnit er ca. 1,7 pakke pr australier. Tim Tam'er blev første gang produceret og sat på markedet i 1964. De blev navngivet af Ross Arnott, som havde medvirket i Kentucky Derby i 1958, hvorefter han besluttede at navnet på den vindende hest Tim Tam var perfekt til den nye linje af kiks.